# Red Zone
Red Zone è un videogioco sviluppato da Zyrinx e pubblicato nel 1994 da Time Warner Interactive per Sega Genesis e Sega Mega Drive. Il gioco, precedentemente noto come Hardwired, è stato recensito positivamente per la sua grafica e la colonna sonora composta da Jesper Kyd.

## Modalità di gioco
Red Zone è uno sparatutto con visuale dall'alto dal tema bellico terrorista ci vede alla guida di un elicottero Apache AH-64B nel tentativo di impedire al dittatore Madman Ivan Retovitz di conquistare il mondo tramite armi nucleari.
Nelle missioni a terra sempre con visuale dall'alto si è al controllo di tre soldati senza uniforme, probabilmente mercenari con i seguenti nomi Shades, Rocco, e Mirage la donna.
Red Zone apparentemente arcade richiede un approccio molto tattico in quanto il giocatore ha bassa disponibilità di armi, tempo e salute. Se uno dei soldati muore non c'è modo di riportarlo in vita. Un sistema di password permette di riprendere la partita a inizio capitolo.
Tramite un particolare oggetto è possibile giocare a un minigioco di Asteroids pilotando l'astronave di Sub-Terrania.